# Пёлагошки
Пёлагошки (чечен. ПхьалгӀашка) — покинутый аул в Итум-Калинском районе Чеченской Республики.

## География
Расположен на левом берегу реки Хочарой Ахк, к юго-востоку от районного центра Итум-Кали.
Ближайшие населённые пункты и развалины бывших аулов: на северо-западе — село Ведучи, на северо-востоке — бывший аул Юр-Даар, на юго-востоке — бывший аул Омечу, на юге — бывший аул Автинбоуль.